# HD 162774
HD 162774，又名BD+01 3528，SAO 122861、HR 6667，是一颗恒星，视星等为5.95，位于銀經27.29，銀緯13.67，其B1900.0坐标为赤經17h 47m 31.3s，赤緯+1° 13.67′ 46″。